# Potelytsch
Potelytsch (ukrainisch Потелич; russisch Потелич Potelitsch, polnisch Potylicz) ist ein Dorf in der westukrainischen Oblast Lwiw mit etwa 2500 Einwohnern.
Am 12. Juni 2020 wurde das Dorf ein Teil der neu gegründeten Stadtgemeinde Rawa-Ruska im Rajon Lwiw, bis dahin bildete es zusammen mit den 11 Dörfern Borowe (Борове), Hirkany (Гіркани), Hirky (Гірки), Horjany (Горяни), Huta Obedynska (Гута Обединська), Klebany (Клебани), Luh (Луг), Mali Dolyny (Малі Долини), Nywy (Ниви), Selena Huta (Зелена Гута) und Welyki Dolyny (Великі Долини) die gleichnamige Landratsgemeinde im Rajon Schowkwa.

## Geschichte
Jan Długosz (* 1415; † 1480) erwähnte in seiner Chronik einen Burgwall Tylicz im Fürstentum Bels im Jahre 1223. Der Ort wurde auch früher in einem Dokument aus dem Jahre 1261 urkundlich erwähnt. Etwa im Jahre 1420 erhielt der Ort von Siemowit IV. das Stadtrecht. Siemowit stiftete auch eine römisch-katholische Pfarrei im Jahre 1423.
1462 wurde das Fürstentum Belz als erledigtes Lehen durch die polnische Krone eingezogen. Auf dem Gebiet des ehemaligen Fürstentums konstituierte sich in der Folge die polnische Woiwodschaft Bełz.
Bei der ersten Teilung Polens kam das Dorf 1772 zum neuen Königreich Galizien und Lodomerien des habsburgischen Kaiserreichs (ab 1804).
Im Jahre 1900 hatte Potylicz 608 Häuser mit 3261 Einwohnern, davon 2445 ruthenischsprachige, 805 polnischsprachige, 11 deutschsprachige, 2340 griechisch-katholische, 586 römisch-katholische, 335 Juden.
Nach dem Ende des Polnisch-Ukrainischen Kriegs 1919 kam der Ort zu Polen. Im Jahre 1921 hatte miasteczko [Städtchen/Marktgemeinde] Potylicz 633 Häuser mit 3371 Einwohnern, davon 2096 Ruthenen, 1275 Polen, 96 Juden (Nationalität), 2323 griechisch-katholische, 778 römisch-katholische, 1 anderer Christ, 269 Juden (Religion). Der Ort verlor den Status der Marktgemeinde in der Zwischenkriegszeit.
Im Zweiten Weltkrieg gehörte der Ort zuerst zur Sowjetunion, ab 1941 zum Generalgouvernement und ab 1945 wieder zur Sowjetunion, heute zur unabhängigen Ukraine.
In Potelytsch befindet sich mit bisher 15.400 Beisetzungen eine der größten deutschen Kriegsgräberstätten der Ukraine.

## Naturkunde
In Potylicz gibt es einen großen Steinbruch, in dem Pläner und Mergel der Oberkreide (Campanium) aufgeschlossen werden, aus denen eine reiche fossile Fauna und Flora bekannt ist.

## Sehenswürdigkeiten
- Griechisch-katholische Heiliggeistkirche, erbaut 1502, umgebaut 1736, 2013 als eine der Holzkirchen der Karpatenregion in Polen und der Ukraine in die Liste des UNESCO-Welterbes aufgenommen
- Gemauerte griechisch-katholische Kirche, erbaut 1936
- Römisch-katholische Kirche, erbaut 1824–1837, geschlossen 1947, wiedergeöffnet 1990
- Ruinen der Burgwall auf dem Hügel Stare Horodyschtsche

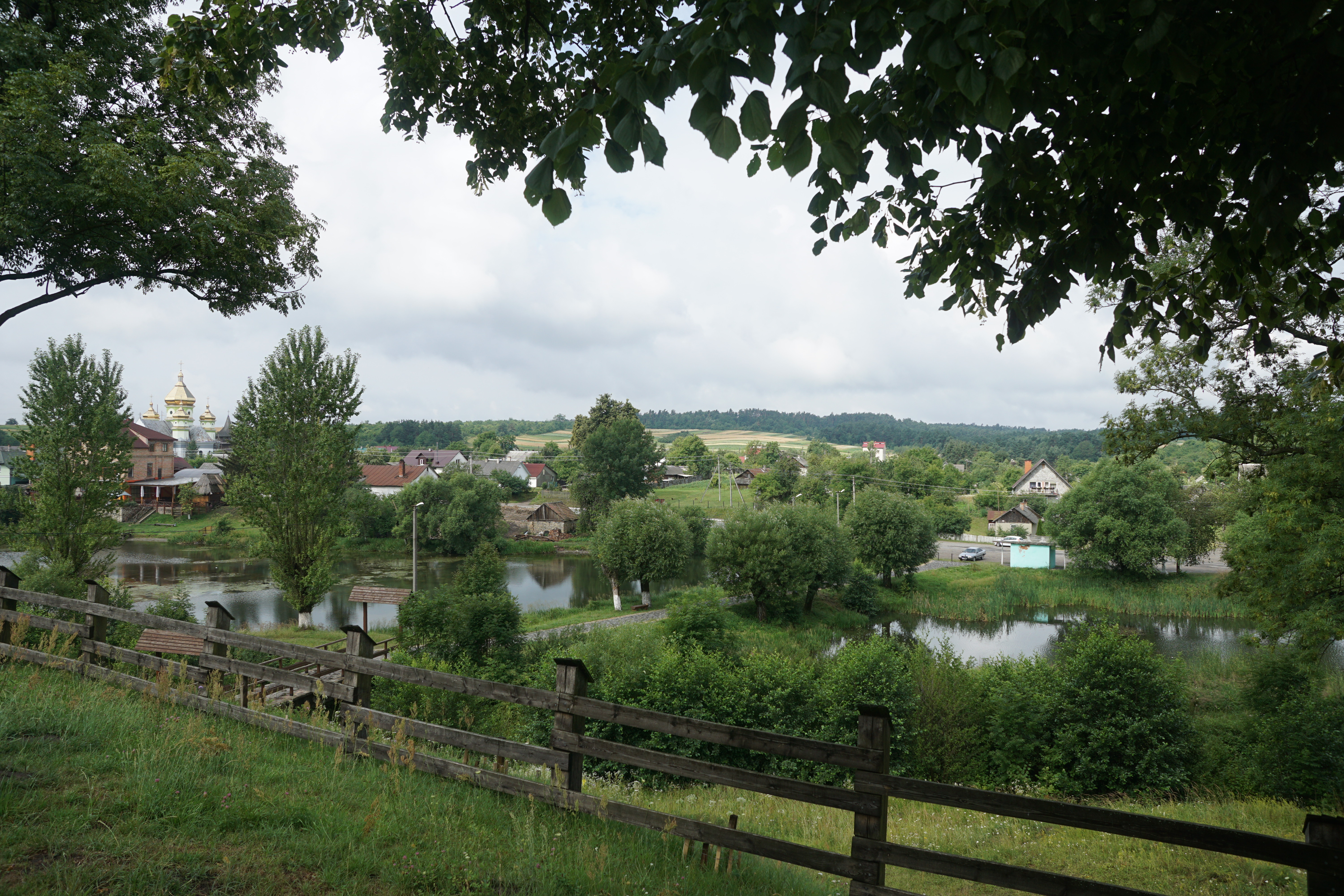
Ortsansicht
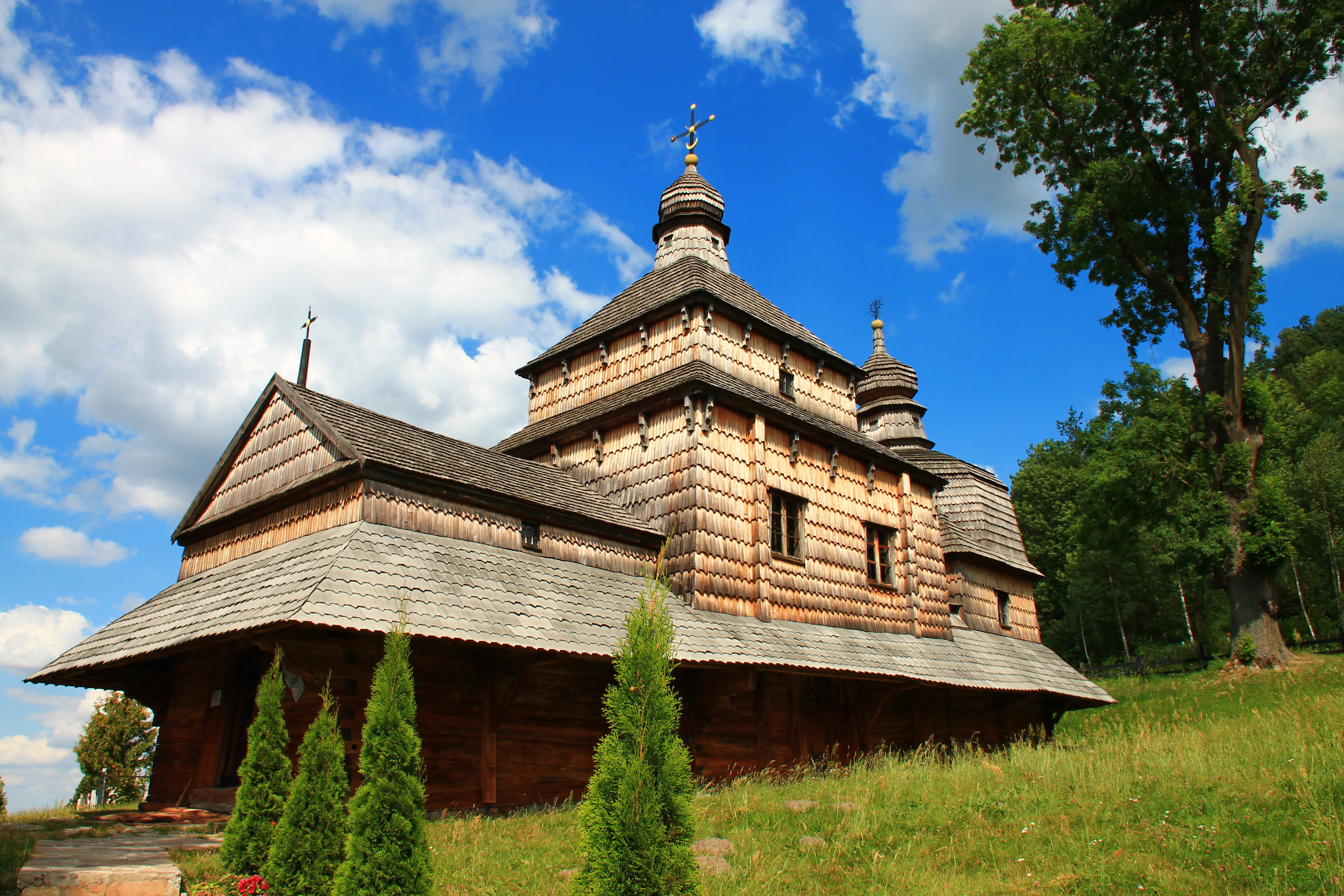
Heiliggeist-Holzkirche
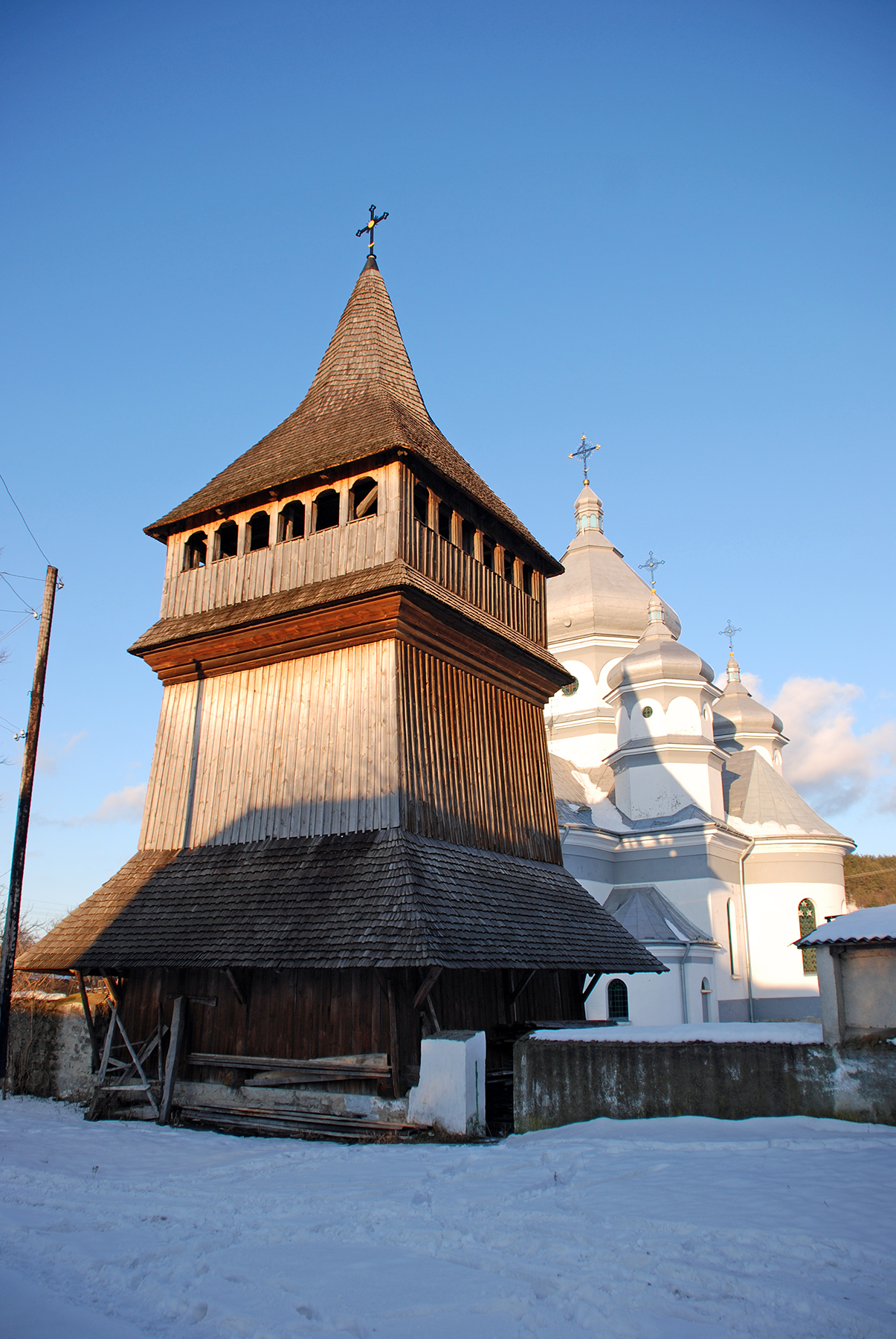
Glockenturm
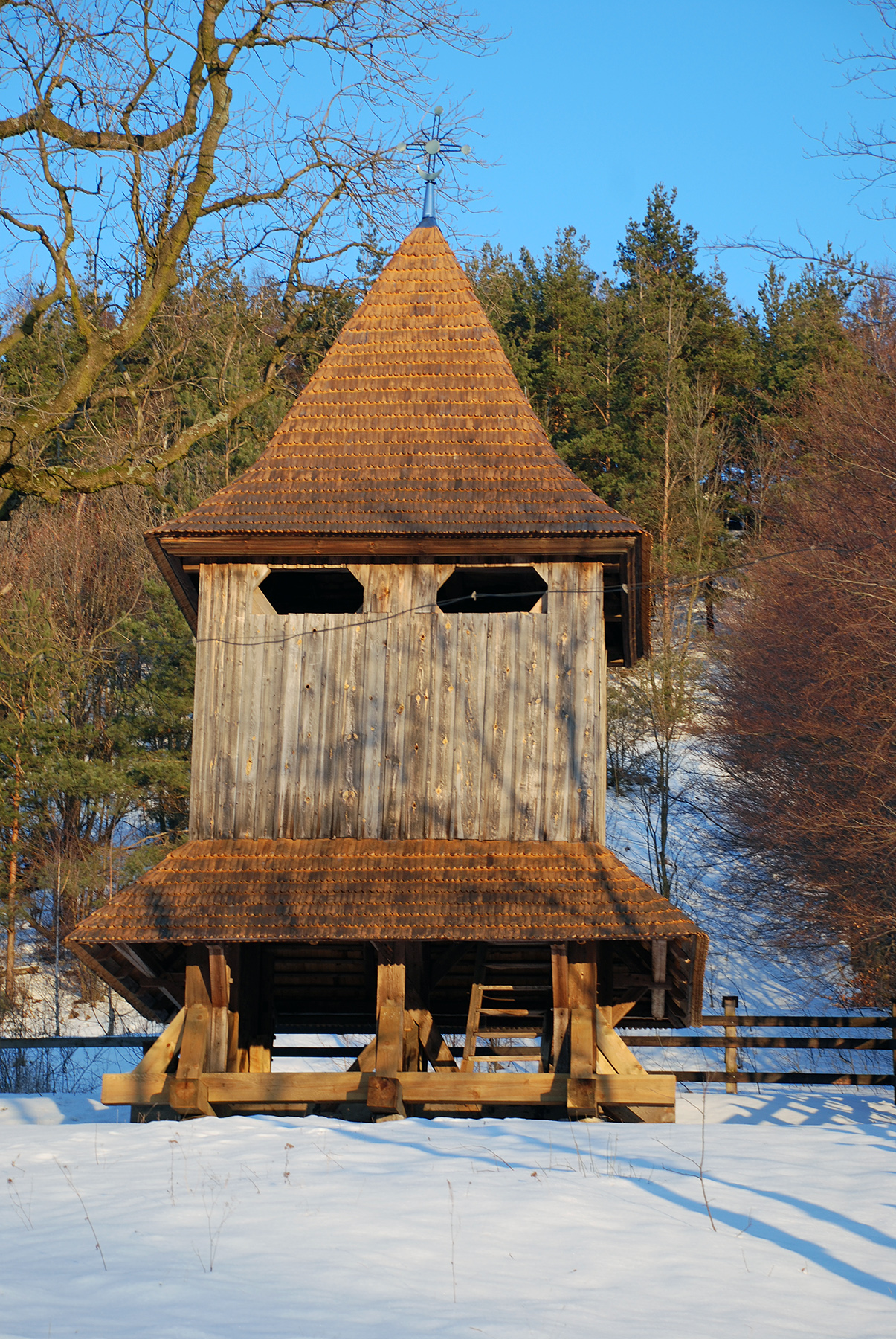
Glockenturm

## Persönlichkeiten
- Kasjan Sakowicz (1578–1647), religiöser Aktivist, Theologe, Schriftsteller[2]